# MRUD
MRUD — противопехотная осколочная направленного поражения управляемая мина.
Была разработана в начале 1970-х годов в Югославии. Её приняли на вооружение армии Югославии.
Является аналогом американской мины M18 Claymore.
Поражение человеку (или нескольким одновременно) при взрыве мины наносится готовыми убойными элементами (650 стальных шариков диаметром 5,5 мм), вылетающими в направлении противника.
Взрыв производится оператором с пульта управления при появлении противника в секторе поражения, или же при задевании солдата противника за обрывной датчик взрывателя. Сама мина взрывателями не комплектуется, а имеет в верхней части два гнезда с резьбой под взрыватели.

## Тактико-технические характеристики
| Корпус                            | пластмасса                                           |
| Масса                             | 1.5 кг                                               |
| Масса взрывчатого вещества (С-3)  | 900 гр                                               |
| Зона поражения                    | сектор 60 град., радиус 50 м, высота от 10 см до 4 м |
| Температурный диапазон применения | -40 …+50 град                                        |